# Ilira
Ilira Gashi, nota semplicemente come Ilira (Brienz, 29 ottobre 1994), è una cantante svizzera.

## Biografia
Nata a Brienz da padre kosovaro-albanese e da madre albanese, Ilira ha fatto parte del gruppo The Colors, con il quale ha partecipato al Die Große Entscheidungsshow, il festival musicale per selezionare il rappresentante del paese all'Eurovision Song Contest 2011, classificandosi terzi con il brano Home. Nel 2018 Ilira ha firmato un contratto discografico con la Four Music, attraverso la quale viene pubblicato il suo singolo di debutto, Whisper My Name. La svolta commerciale della cantante è avvenuta con Fading, realizzato in collaborazione con il DJ tedesco Alle Farben, che ha raggiunto la 2ª posizione della classifica polacca, la 16ª posizione della Offizielle Deutsche Charts e della Ö3 Austria Top 40, nonché la 17ª di quella svizzera. Il singolo è stato certificato disco d'oro in Austria, Germania e Spagna, platino in madrepatria, doppio platino in Polonia e Ungheria. Nel 2019 ha ottenuto una candidatura nella categoria di miglior artista svizzero agli MTV Europe Music Awards.

## Discografia

### EP
- 2023 – Never Really the End

### Singoli
- 2018 – Whisper My Name
- 2018 – Fading (con Alle Farben)
- 2018 – Level Up
- 2018 – Get Off My Dick
- 2019 – Do It Yourself
- 2019 – Diablo
- 2019 – Pay Me Back! (feat. Juan Magán)
- 2019 – Extra Fries
- 2020 – Royalty
- 2020 – Fuck It, I Love It!
- 2020 – Ladida (My Heart Goes Boom) (con Crispie)
- 2020 – Easy
- 2020 – Happiness (con Tomcraft e Moguai)
- 2020 – Eat My Brain
- 2021 – Anytime (con Phil the Beat)
- 2021 – See You in Tears (con Amber Van Day)
- 2021 – Dynamite (con i Vize)
- 2021 – Can't Get You Out of My Head (con Crispie)
- 2021 – Alien (con i Galantis e Lucas & Steve)
- 2021 – Flowers
- 2022 – Another Heart
- 2022 – Clean Break
- 2023 – Time After Time (con Pascal Letoublon)
- 2023 – You
- 2023 – Wishing Well
- 2023 – Rich in Love (con Super-Hi)
- 2024 – Floating with the Sharks

### Collaborazioni
- 2016 – Stay High (Jumpa e Bad Paris feat. Ilira)
- 2016 – Wasted (Jumpa feat. Ilira)
- 2017 – Lost Without You (James Carter feat. Ilira)
- 2017 – Ain't Growing Up (Jumpa feat. Ilira)
- 2020 – Lose You (Tiësto feat. Ilira)
- 2020 – Rule the World (Gamper & Dadoni feat. Ilira)
- 2020 – Happiness (Tomcraft feat. Moguai & Ilira)
- 2023 – Be My Light (Stress feat. Ilira)